# Kappa de l'Escorpió

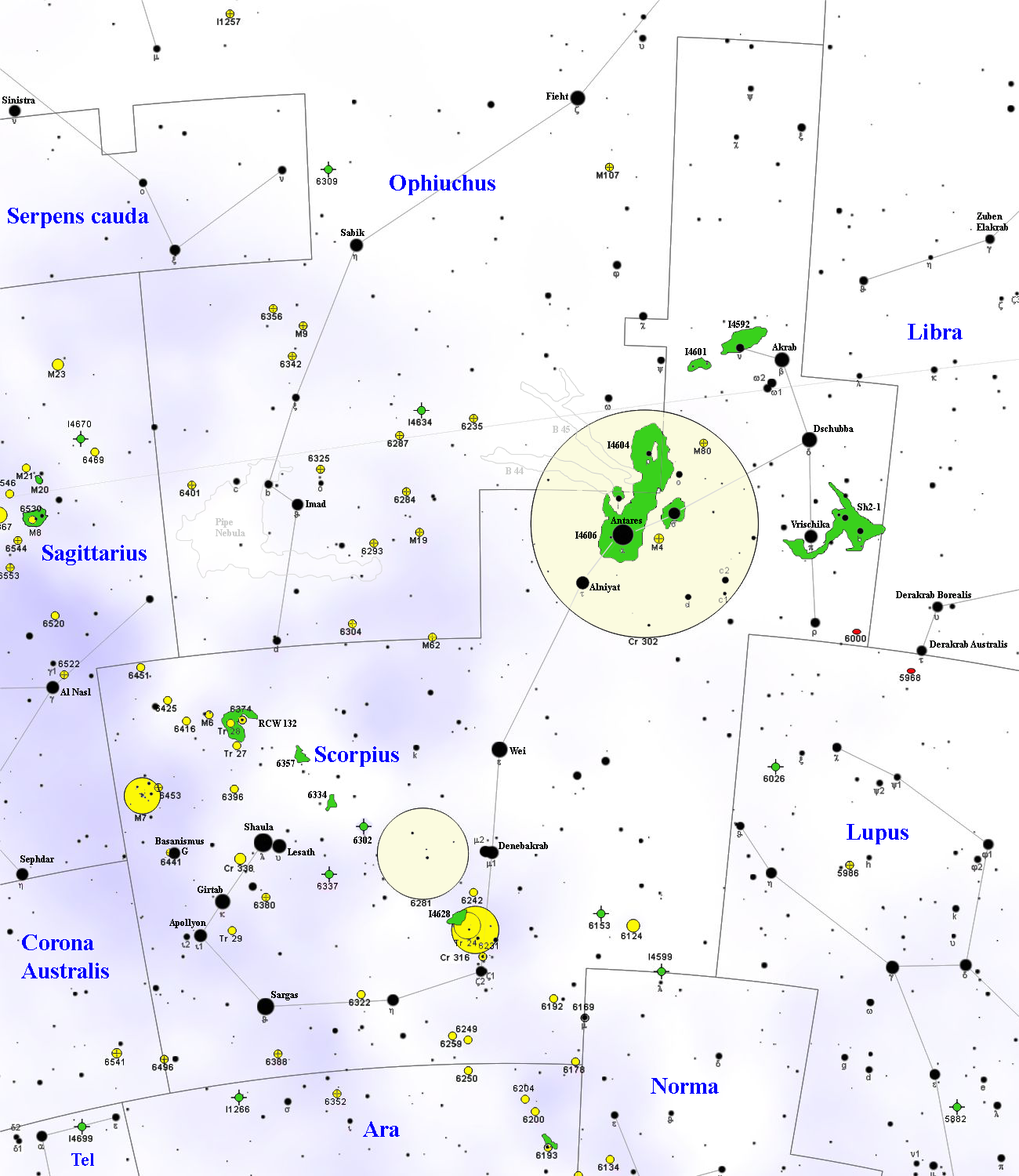
Girtab a la seva constel·lació

Kappa de l'Escorpió (κ Scorpii), tradicionalment anomenada Girtab, és la sisena estrella més brillant de la constel·lació de l'Escorpió, amb magnitud aparent +2, 39. El nom de Girtab prové de l'astronomia sumèria i designava un asterisme format per ι Scorpii, λ Scorpii, ν Scorpii i Kappa de l'Escorpió. Actualment el nom de Girtab també s'utilitza per a l'estrella  θ Scorpii, també coneguda com a Sargas.
Situada a uns 460  anys llum de la Terra, Kappa de l'Escorpió A és una estrella gegant de tipus espectral B1.5 III. És una binària espectroscòpica, amb un període orbital de 195, 65 dies i una lluminositat conjunta 15.300 vegades major que la del Sol. La separació entre les dues estrelles és d'1,7  UA, una mica més de la distància que separa  Mart del Sol
L'estrella principal, Kappa de l'Escorpió A, té una  temperatura de 23.400  K i una massa estimada 10,5 vegades major que la massa solar. És una variable polsant del tipus  Beta Cephei la lluentor a penes varia de 0,01 magnituds amb un període inicial de 0,1998 dies i altres períodes secundaris de 0,205, 7,3, 0, 19 i 2,59 dies. L'estrella secundària, Kappa de l'Escorpió B, té una massa 7 vegades més gran que la massa solar i és 3,3 vegades menys lluminosa que la seva companya.
Kappa de l'Escorpió forma part de la gran Associació estel·lar d'Escorpió-Centaure, l'associació estel·lar OB més propera al sistema solar.